# Birthday (песня Соми)
Birthday (с англ. — «День рождения») — дебютный сингл южнокорейской певицы Соми. Сингл был выпущен 13 июня 2019 года лейблом The Black Label.

## Композиция
«Birthday» был написан Тедди Паком, Brother Su, Bekuh BOOM и Дэнни Чаном и спродюсирован Тедди, 24, Bekuh BOOM и Соми. Песня была описана в жанре funky, clap-happy и кусок Hip-pop.
«Outta My Head» - это другая песня на релизе, написанная Соми, которая также выпустила песню вместе с 24. Он описывается как alt-R&B трек.

## Предпосылки и релиз
21 ноября 2018 года стало известно, что Соми работает над сольной песней с целью сольного дебюта в марте 2019 года.
23 февраля 2019 года было сообщено, что дебют будет в мае и  дебютирует с песней написанной Teddy, также подтверждая, что процесс записи был завершен и в настоящее время готовится к съемкам видеоклипа. Не было подтверждено, будет ли релиз синглом или мини-альбомом.
Вскоре после этого лейбл подтвердил, что Соми дебютирует в мае и песня, спродюсированная Тедди, была закончена, но формат релиза не был подтвержден. Два дня спустя агентство подтвердило, что Соми дебютирует 1 мая.
29 апреля сообщалось, что ее дебют был отложен из-за внутренних проблем в ее агентстве, и ожидаемая дата ее дебюта теперь в конце мая. Было также указано, что задержка была вызвана соображениями качества альбома.Вскоре после этого агентство заявило, что «ее производство альбома завершено, но дата ее дебюта еще не решено». Также было добавлено, что клип еще не был снят.
«Birthday» был выпущен 13 июня 2019 года через несколько музыкальных порталов, в том числе Melon и Apple Music. Видеоклип был выпущен в тот же день.

## Коммерческий успех
«Birthday» дебютировал на 51 строчке в Gaon Digital Chart за неделю, закончившуюся 15 июня 2019, разместившись на 8 строчке в Download Chart  и на 79 строчке в Streaming Chart.

## Трек-лист
| №                   | Название                   | Текст песни                             | Музыка                        | Arrangement         | Длительность |
| ------------------- | -------------------------- | --------------------------------------- | ----------------------------- | ------------------- | ------------ |
| 1.                  | «Outta My Head» (어질어질) | Jeon Somi                               | Jeon Somi 24                  | 24                  | 3:08         |
| 2.                  | «Birthday»                 | Teddy Brother Su Bekuh Boom Danny Chung | Teddy 24 Bekuh Boom Jeon Somi | 24 R.Tee            | 3:05         |
| Общая длительность: | Общая длительность:        | Общая длительность:                     | Общая длительность:           | Общая длительность: | 6:13         |

## Чарты
| Чарты (2019)                              | Пиковые позиции |
| ----------------------------------------- | --------------- |
| Малайзия (RIM)                            | 20              |
| Новая Зеландия (RMNZ)                     | 28              |
| Республика Корея (Gaon)                   | 22              |
| Республика Корея (Kpop Hot 100)           | 21              |
| США (Billboard World Digital Song Sales ) | 5               |

## Награды и номинации
| Год  | Премия                  | Категория                | Результат | Ссылка |
| ---- | ----------------------- | ------------------------ | --------- | ------ |
| 2020 | 29th Seoul Music Awards | Танцевальное выступление | Ожидается | [ 18 ] |